# Бар (река у Француској)
Бар (фр. Bar) је река у Француској. Дуга је 62 km. Улива се у Мезу. 